# Chessmetrics
Chessmetrics es un sistema de clasificación de jugadores de ajedrez ideado por Jeff Sonas.

## Implementación
Chessmetrics es una media ponderada de las actuaciones del pasado. La puntuación considera porcentajes de victorias del jugador contra otros jugadores ponderadas por la clasificación de los otros jugadores en el momento en que se jugó la partida. Un incremento de un 10% en la puntuación es equivalente a un incremento de 85 puntos en la clasificación.
El peso de las partidas previas decrece linealmente desde el 100% para partidas terminadas en el momento del cálculo hasta cero para partidas terminadas hace más de dos años.

### Fórmulas
La puntuación en la clasificación se ajusta después de un torneo según la fórmula:
Puntuación = Puntuación Media Oponentes + [(Resultado (%) - 0.50) * 850]
El peso de los torneos pasados (edad en meses):
100% * (24 - edad)

## Ventajas Percibidas
Los defensores de Chessmetrics dicen que al contrario del sistema Elo, este no sufre de la inflación de la puntuación y se puede permitir comparar la fuerza de jugadores de distintas épocas.